# Piaggine
Piaggine község (comune) Olaszország Campania régiójában, Salerno megyében.

## Fekvése
A megye központi részén fekszik. Határai: Laurino, Monte San Giacomo, Sacco, Sanza, Teggiano Valle dell’Angelo.

## Története
A település eredetére vonatkozóan nincsenek pontos adatok. 1563-ban a nápolyi Sanseverino család birtoka lett, akik 1704-ig tartották meg. Ekkor a Spinelli család szerezte meg. A 19. században nyerte el önállóságát, amikor a Nápolyi Királyságban felszámolták a feudalizmust.

## Népessége
A népesség számának alakulása:

## Főbb látnivalói
- Madonna del Carmine-templom
- San Nicola-templom
- Madonna del Monte Vivo-templom